# Cancelliere dell'Impero russo
La carica di cancelliere dell'Impero russo era la più elevata dell'amministrazione imperiale russa. Solitamente, il titolo era assegnato al ministro degli esteri. Nell'intera storia dell'impero russo furono solo 20 i cancellieri, in quanto diversi furono i monarchi che preferirono governare autocraticamente senza servirsi della figura di un cancelliere per la gestione degli affari di stato. 
Dopo la nomina di Aleksandr Michajlovič Gorčakov, per i cinquant'anni e più successivi di vita dell'impero russo non venne nominato alcun nuovo cancelliere anche se il rango non venne ufficialmente cancellato. L'incarico venne abolito ufficialmente nel 1917 dal governo sovietico.

## Cronotassi
| N° | Cancelliere | Cancelliere                                         | Mandato | Mandato | Sovrano                    |
| -- | ----------- | --------------------------------------------------- | ------- | ------- | -------------------------- |
| 1  |             | Afanasy Ordin-Nashchokin conte (1605-1680)          | 1667    | 1671    | Alessio I (1629-1676)      |
| 2  |             | Artamon Matveyev conte (1625-1682)                  | 1671    | 1676    | Alessio I (1629-1676)      |
| 3  |             | Larion Ivanov conte (?-1682)                        | 1676    | 1680    | Fëdor III (1661-1682)      |
| 4  |             | Vasily Volynsky conte (?-1682)                      | 1680    | 1681    | Fëdor III (1661-1682)      |
| 5  |             | Vasily Vasilyevich Golitsyn principe (1643-1714)    | 1682    | 1689    | Ivan V e Pietro I          |
| 6  |             | Yemelyan Ignatievich Ukraintsev conte (1641-1708)   | 1689    | 1697    | Ivan V e Pietro I          |
| 7  |             | Lev Naryshkin conte (1664-1705)                     | 1697    | 1699    | Pietro I (1672-1725)       |
| 8  |             | Fëdor Alekseyevic Golovin conte (1650-1706)         | 1699    | 1706    | Pietro I (1672-1725)       |
| 9  |             | Gavriil Ivanovič Golovkin conte (1660-1734)         | 1706    | 1725    | Pietro I (1672-1725)       |
|    |             |                                                     | 1725    | 1727    | Caterina I (1684-1727)     |
|    |             |                                                     | 1727    | 1730    | Pietro II (1715-1730)      |
|    |             |                                                     | 1730    | 1734    | Anna I (1693-1740)         |
| 10 |             | Aleksej Michajlovič Čerkasskij principe (1680-1742) | 1740    | 1741    | Ivan VI (1740-1764)        |
|    |             |                                                     | 1741    | 1742    | Elisabetta (1709-1762)     |
| 11 |             | Aleksej Petrovič Bestužev-Rjumin conte (1693-1766)  | 1744    | 1758    | Elisabetta (1709-1762)     |
| 12 |             | Michail Illarionovič Voroncov conte (1714-1767)     | 1758    | 1762    | Elisabetta (1709-1762)     |
|    |             |                                                     | 1762    | 1762    | Pietro III (1728-1762)     |
|    |             |                                                     | 1762    | 1765    | Caterina II (1729-1796)    |
| 13 |             | Ivan Andreevič Osterman conte (1725-1811)           | 1796    | 1797    | Paolo I (1754-1801)        |
| 14 |             | Aleksandr Andreevič Bezborodko principe (1747-1799) | 1797    | 1799    | Paolo I (1754-1801)        |
| 15 |             | Aleksandr Romanovič Vorontsov conte (1741-1805)     | 1802    | 1805    | Alessandro I (1777-1825)   |
| 16 |             | Nikolaj Rumjancev conte (1754-1826)                 | 1809    | 1825    | Alessandro I (1777-1825)   |
|    |             |                                                     | 1825    | 1826    | Nicola I (1796-1855)       |
| 17 |             | Viktor Pavlovič Kočubej principe (1768-1834)        | 1834    | 1834    | Nicola I (1796-1855)       |
| 18 |             | Karl Vasil'evič Nessel'rode conte (1780-1862)       | 1844    | 1855    | Nicola I (1796-1855)       |
|    |             |                                                     | 1855    | 1862    | Alessandro II (1818-1881)  |
| 19 |             | Aleksandr Michajlovič Gorčakov principe (1798-1883) | 1867    | 1881    | Alessandro II (1818-1881)  |
|    |             |                                                     | 1881    | 1883    | Alessandro III (1845-1894) |

## Vice-cancellieri
1. 1699-1723 — Barone Piotr Pavlovič Shafirov (1669-1739).
2. 1723-1725 — vacante
3. 1725 — Conte Andréi Ivánovič Osterman (1686-1747).
4. 1741-1744 — Conte Mijaíl Golovkin (1699-1754).
5. 1744-1758 — Conte Aleksej Petrovič Bestužev-Rjumin (1693-1766).
6. 1758-1762 — Conte Michail Illarionovič Voroncov (1714-1767).
7. 1762 — vacante.
8. 1762 — Principe Aleksandr Mijáilovich Golitsyn (1723-1807).
9. 1775-1784 — Conte Ivan Andreevič Osterman (1725-1811).
10. 1784-1797 — Principe Aleksandr Andreevič Bezborodko (1747-1799).
11. 1798-1799 — Principe Víctor Pávlovich Kochubéi (1768-1834).
12. 1799-1801 — Conte Nikita Petrovič Panin (1770-1837).
13. 1801-1824 — Principe Víctor Pávlovich Kochubéi (1768-1834).
14. 1824-1862 — Conte Karl Nesselrode (1780-1862).